# Opsoclonus-myoclonussyndroom
Het opsoclonus-myoclonussyndroom (OMS) is een zeldzame neurologische  stoornis met een onbekende oorzaak. De ziekte lijkt veroorzaakt te worden door een auto-immuunrespons. De ziekte komt voor bij 1 op de 10 miljoen personen. Het heeft echter een veel hogere incidentie in kinderen met een neuroblastoom. Deze kinderen lijden in 2 tot 3% van de gevallen aan dit syndroom.

## Nomenclatuur
OMS werd in 1962 voor het eerst beschreven door Marcel Kinsbourne. (De term 'opsoclonus' werd bedacht door Orzechowski in 1913, maar het werd voor het eerst beschreven en in verband gebracht met neuroblastoom door Kinsbourne). Andere namen voor OMS die soms gebruikt worden zijn:
- Opsoclonus-myoclonusataxie (OMA)
- Paraneoplastische opsoclonus-myoclonusataxie (POMA)
- Syndroom van Kinsbourne
- Myoklonische encefalopathie van zuigelingen
- Dancing-eyes-dancing-feetsyndroom

## Symptomen
Symptomen zijn:
- opsoclonus (snelle, onwillekeurige, onvoorspelbare, horizontale en verticale oogbewegingen.
- myoclonus (korte, onwillekeurige samentrekkingen van een spier of een groep van spieren)
- cerebellaire ataxie
- dysfasie (een taalstoornis waarbij iemand zelf moeilijk spreekt en moeilijk gesproken taal kan begrijpen, veroorzaakt door schade aan de hersenen)
- mutisme (een taalstoornis waarbij iemand niet spreekt hoewel hij het vermogen daartoe wel gehad blijkt te hebben, vaak onderdeel van een grotere neurologische of psychiatrische stoornis)
- lethargie
- prikkelbaarheid of algehele malaise
- kwijlen
- scheelzien
- braken
- slaapstoornissen

Ongeveer de helft van alle gevallen van OMS treedt op in samenhang met een neuroblastoom (kanker van het sympathische zenuwstelsel die zich meestal voordoet bij zuigelingen en kinderen).